# Frackweste

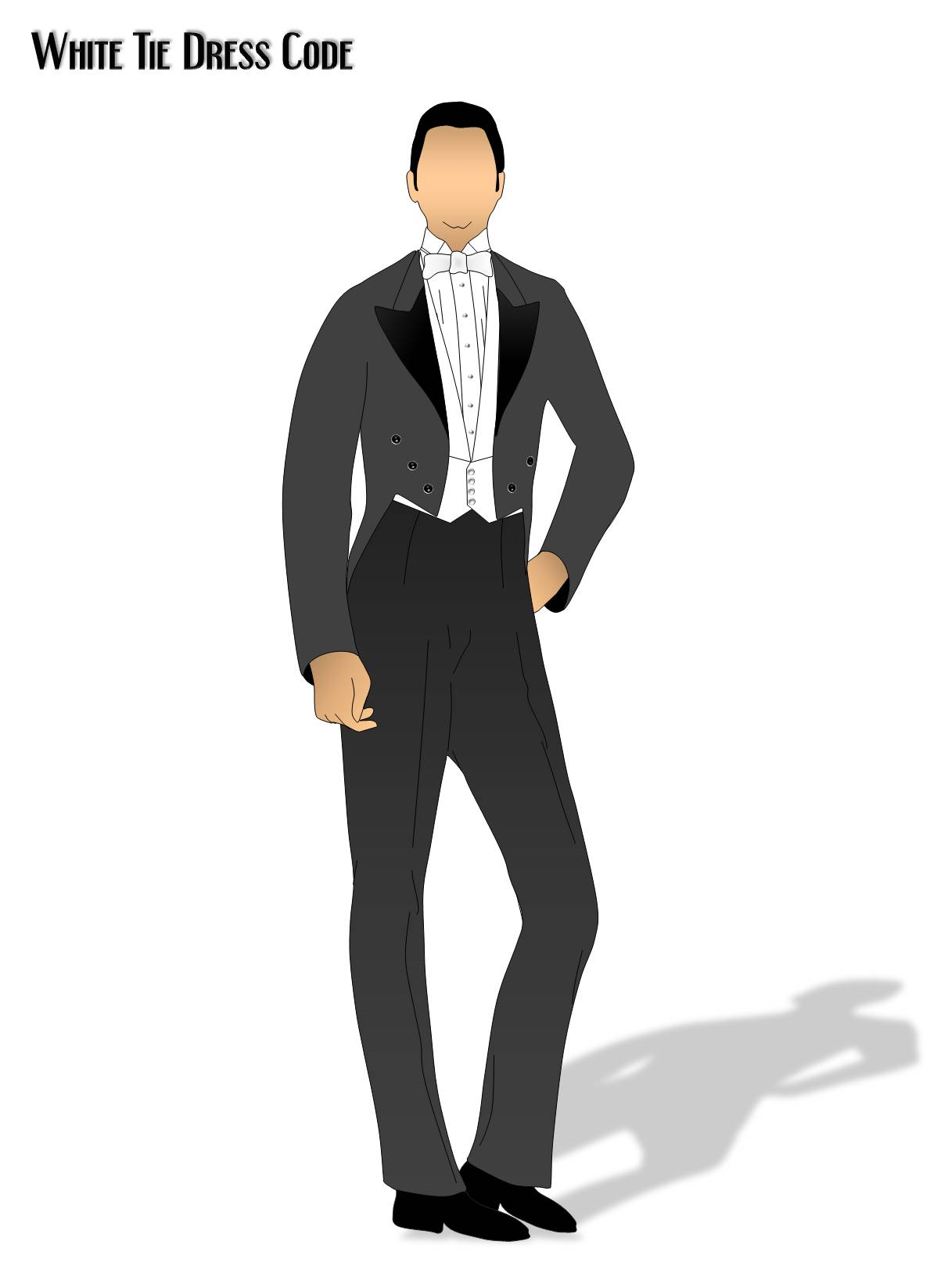
Frack mit Frackweste (Skizze)

Die Frackweste ist eine spezielle Weste aus Pikee, die unter dem Frack getragen wird. Sie ist heute meistens am Rücken offen, hat einen tiefen Ausschnitt und wird am unteren Ende entweder mit Pikee-Knöpfen oder mit speziellen Perlmutt- oder Perlknöpfen geschlossen. Üblicherweise ist sie in reinem Weiß gehalten (Sprichwort: „Weiße Weste“); altweiß-/creme Farbtöne waren bis Anfang des 20. Jahrhunderts auch möglich.
Früher wurde der Frack auch tagsüber als eleganter Promenadenanzug getragen, dann waren sogar farbige Westen und andersfarbige Beinkleider möglich. Dies kam um 1860 mit Aufkommen des Sakkos weitgehend außer Gebrauch. Der Frack wurde dann fast nur noch in Schwarz getragen, bald nur durch weißes Beiwerk, weiße Weste, weißes gestärktes Hemd mit weißer Schleife, ergänzt, so dass sich für ihn die Bezeichnung Black-and-White-Stil durchsetzte. Wird der Frack (ausnahmsweise bzw. in Ländern, wo dieses noch so üblich ist, z. B. in den skandinavischen Monarchien) nicht am Abend getragen, so heute doch fast immer mit weißer Weste – in Deutschland schlicht auch deshalb, weil die alte Regel hier in Vergessenheit geriet und kaum noch jemandem bekannt ist.

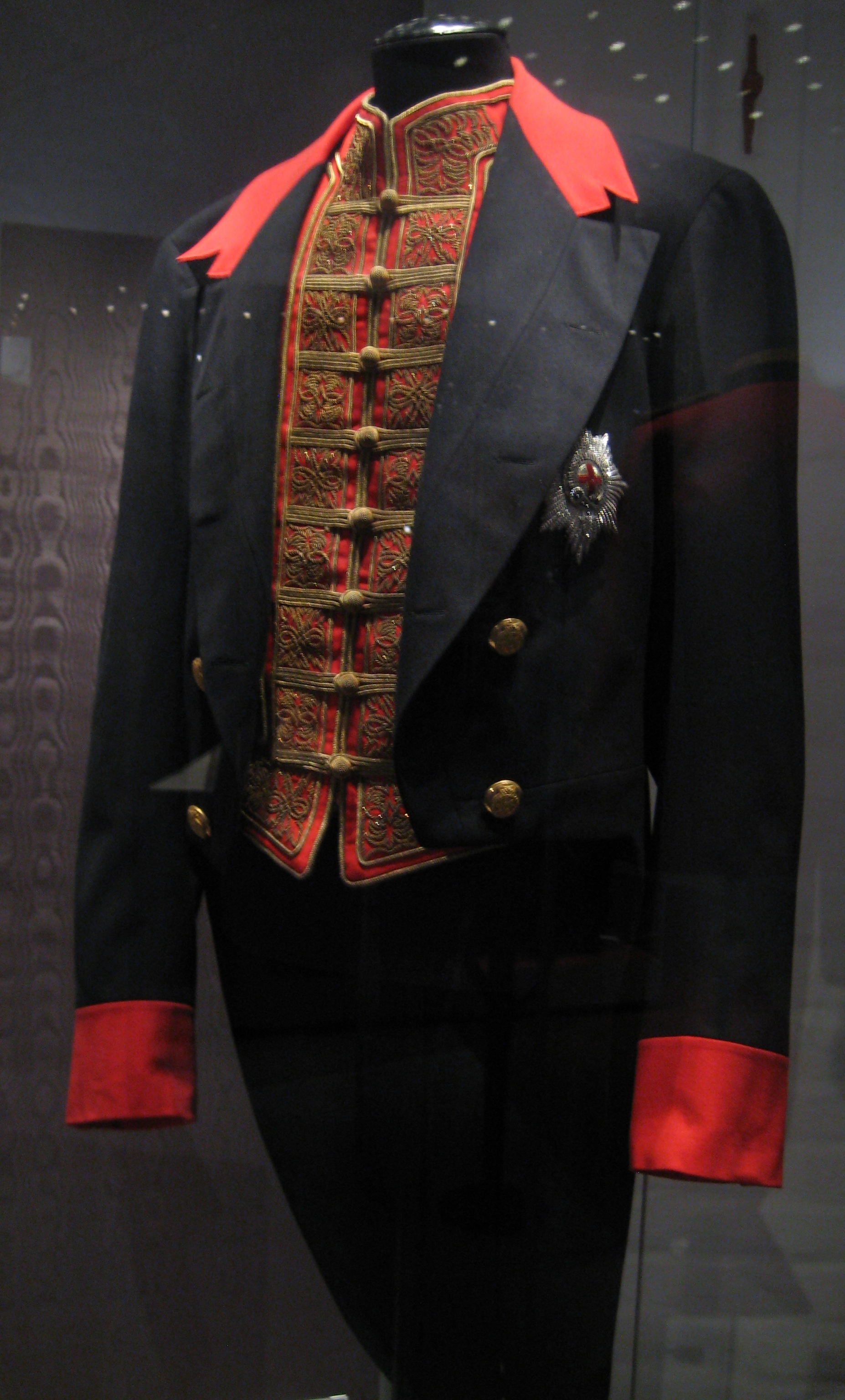
Historische Frackweste, russisch, aus der Regierungszeit (1894–1917) Nikolaus II.
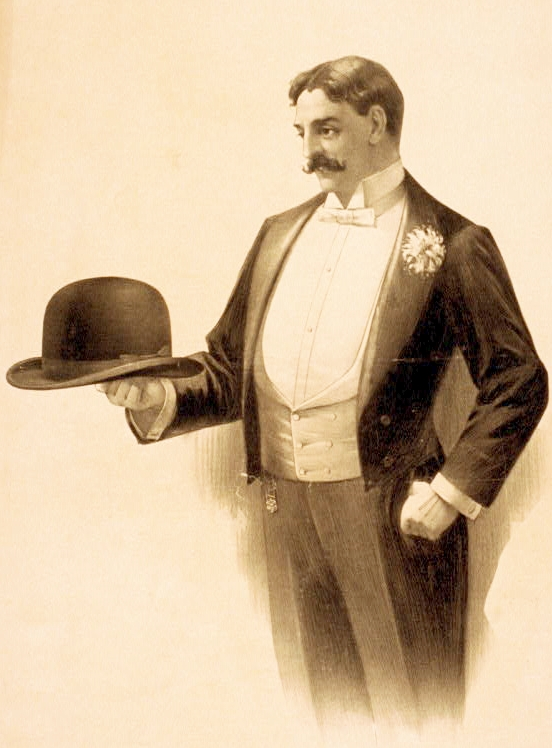
Frack, Weste und Bowler, 1896
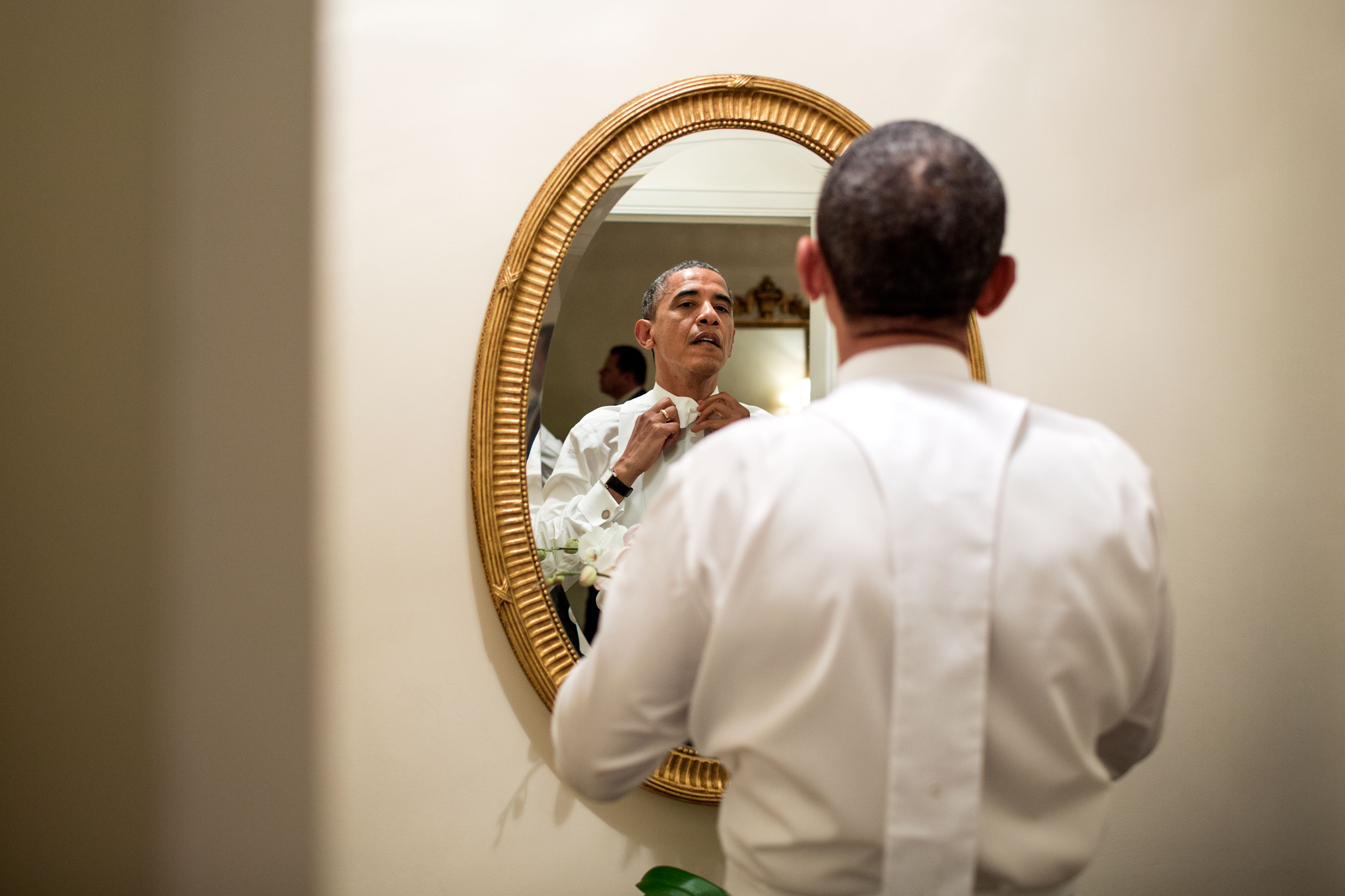
Rückenansicht einer Frackweste, Barack Obama, 2012